# Wuluquele (köpinghuvudort i Kina, Xinjiang Uygur Zizhiqu, lat 40,45, long 80,48)
Wuluquele (kinesiska: 乌鲁却勒, 乌鲁却勒镇) är en köpinghuvudort i Kina. Den ligger i den autonoma regionen Xinjiang, i den nordvästra delen av landet, omkring 690 kilometer sydväst om regionhuvudstaden Ürümqi. Antalet invånare är 41 682. Befolkningen består av 20 008 kvinnor och 21 674 män. Barn under 15 år utgör 28,0 %, vuxna 15-64 år 66 %, och äldre över 65 år 5,0 %.
Runt Wuluquele är det ganska glesbefolkat, med 22 invånare per kvadratkilometer. Det finns inga andra samhällen i närheten. Trakten runt Wuluquele består till största delen av jordbruksmark.
Genomsnittlig årsnederbörd är 114 millimeter. Den regnigaste månaden är juni, med i genomsnitt 33 mm nederbörd, och den torraste är december, med 2 mm nederbörd.